# Казанское губернское жандармское управление
Казанское губернское жандармское управление (КГЖУ) — структурное территориальное подразделение политического розыска (жандармерии), действовавшее в Казанской губернии в 1867 — 1917 гг.

## Создание
КГЖУ было образовано в соответствии с «Положением о Корпусе жандармов», Высочайше утверждённым 9 сентября 1867 г., путём преобразования Управления казанского жандармского штаб-офицера, в подчинении которого находился начальник Казанской жандармской (городской) команды. Соответственно, Казанский жандармский штаб-офицер был переименован в начальника КГЖУ, а Казанская жандармская (городская) команда упразднена.

## Состав
До 1885 г. у начальника КГЖУ было три помощника: по Чистопольскому, по Чебоксарскому и по Тетюшскому уездам.
Приказом по Отдельному корпусу жандармов (ОКЖ) № 54 от 1 (13) июня 1885 г. было, помимо прочего, предписано:
К дополнительному штату Одесского Жандармского Управления прибавить одного Помощника Начальника Управления, исключив для сего одного Помощника из числа 3-х, состоящих ныне в Казанском Губернском Жандармском Управлении; наблюдению же остальных 2-х Помощников в последнем поручить: одному – Казанский, Лаишевский и Чистопольский уезды, а другому – Тетюшский, Свияжский и Чебоксарский уезды, с назначением квартир обоих в г[ороде] Казани.
Помимо начальника и его помощников, в КГЖУ входили: адъютант, писари, вахмистры, унтер-офицеры.
КГЖУ подчинялось штабу ОКЖ и III отделению Собственной Его Императорского Величества канцелярии, с 1881 г. – Департаменту полиции министерства внутренних дел.
КГЖУ включало в себя пять частей: общего руководства, розыскную, следственную, политической благонадёжности, денежную.

## Начальники КГЖУ
| Имя                            | Годы жизни                                  | Время пребывания в должности                                                     |
| ------------------------------ | ------------------------------------------- | -------------------------------------------------------------------------------- |
| Гангардт, Николай Иванович     | 18 (30) мая 1847 — 13 (25) июня 1893        | 28 августа (9 сентября) 1884 — 13 (25) июня 1893                                 |
| Марк, Николай Фёдорович        | 9 (21) мая 1848 — 13 (25) января 1899       | 14 (26) июля 1893 — 13 (25) января 1899                                          |
| Палицын, Александр Степанович  | 21 мая (2 июня) 1842 — после марта 1902     | 8 (20) февраля 1899 — 18 февраля (3 марта) 1902                                  |
| Мочалов, Николай Илларионович  | 27 апреля (9 мая) 1863 — после октября 1916 | 20 февраля (5 марта) 1902 — 21 мая (3 июня) 1905                                 |
| Александров, Пётр Степанович   | 1 (13) января 1854 — после июля 1917        | 7 (20) июня — 16 (29) декабря 1905                                               |
| Калинин, Константин Иванович   | 12 (24) сентября 1859 — 3 (16) октября 1916 | 16 (29) декабря 1905 — 3 (16) октября 1916                                       |
| Тржецяк, Владимир Валерианович | 1865 — после 1927                           | 26 октября (8 ноября) 1916 — 9 (22) декабря 1916 (до места назначения не доехал) |
| Терентьев, Герасим Львович     | 4 (16) марта 1864 – после 1922              | 9 (22) декабря 1916 — март 1917                                                  |

## Ликвидация КГЖУ
6 (19) марта 1917 г. в Казани была принята «военная» телеграмма (по каким-то причинам зарегистрированная в «Канцелярии Казанского губернатора» только на третий день – 8 /21/ марта), которую подписал «За Министра Внутренних Дел» Д. М. Щепкин. В ней говорилось, что: «Временное Правительство постановило корпус жандармов расформировать, офицеров и нижних чинов направить к воинским Начальникам, которые получат соответствующие распоряжения Военного Министра».